# Субэтнические группы курдов
Субэтнические группы курдов или субэтнические курдские группы — группы людей, принадлежащих к курдскому народу, имея религиозные, диалектные и территориальные различия с остальными курдами.
У курдов существуют несколько субэтносов — зазы (джечи), езиды, хорасанские курды, гораны (шабаки, ахл-е хакк). Раньше в этот список входили и луры но из-за ассимиляции со стороны персов они утратили свой родной курдский и перешли на среднеперсидский язык из-за чего перестали считаться курдами. Действительно бесспорным фактом является, что все эти общности являются частью курдского этноса.

## Зазы
Зазы (самоназвание: Kird) — часть курдов, говорящая на дымлийской группе курдского языка, включающая себе разные говоры. В основном по вероисповеданию являются алевитами.
Они тесно связаны с курдским племенем Джалали, которые говорят на говорах северной диалектной группы (курманджи).
Пришли в Северный Курдистан из Южного Курдистана. Численность в мире — более 2 900 000 человек.

### Джечи
Батумские курды (курд. Kurdên Batimlî; самоназвание: Kurmanç), более известные как Джечи (курд. E'şîra Cêçiyan) — небольшое исламизированное племя курдов, представляющее из себя особую этнотерриториальную группу, сформировавшуюся в пределах области Батуми в современной Грузии.
В 1944 году вместе с турками-месхетинцами были депортированны в Казахстан и Среднюю Азию.
Численность: 51,5 — 83,5 тыс. чел.

## Езиды
Езиды (самоназвание: Êzîdî) — конфессиональная группа курдов, исповедующие религию Езидизм. В езидских преданиях религия именуется как «Шарфадин». Первое письменное упоминание о езидах было в XII веке от их шейхов.
В то время и был создан езидский тарикат из преимущественно курдских родов, меньшинство арабские. Основатель религии — Ади ибн Мусафир. Также, езиды делятся на три религиозные касты:
- Шейхи — частично имеют арабское происхождение.
- Пиры — преимущественно имеют курдское происхождение.
- Мюриды — преимущественно имеют курдское происхождение.

Езиды начали так называться относительно недавно, изначально они носили название «адабийа» или же «адавийа» . Это название восходит от их основателя из дворянского рода. От его имени возникло первое имя общины.
Оттуда исламо-суфийские термины в езидских молитвах (тарикат, иман, аллах, сунат и т. д.) и запрет на смешение каст, чтобы исконно курдские рода не смешивались с арабскими.
Общая численность — более 859 187 человек.

## Хорасанские курды
Хорасанские курды — этнотерриториальная группа курдов, сформировавшаяся в начале XVI века в исторической области Хорасан.
Были депортированы во времена правления династии Сефевидов для защиты границ Персии от тюркских кочевников.
Численность: 788 — 958 тыс. чел.

## Гораны
Гораны (курд. Goran) — этноязыковая группа курдов на севере Ирака и в западном Иране. Традиционно проживают в Загросе.
Крупная община племени Шабаки, также находится в большом количестве к востоку от города Мосул в провинций Ниневия.
Преимущественно говорят на горани, — наиболее древнем диалекте курдского языка. Большинство исповедуют ярсанизм (шиизм), меньшинство — суннизм.
Численность: от 716 тыс.— до 1,1 млн. чел.

### Ахл-е Хакк
Ахл-е Хакк (перс. علی الاهی) — часть курдов и конфессиональная группа, говорящая на хеврамийской группе курдского языка, включающая в себе разные говоры. Исповедуют религию Ахл-и Хакк.

### Шабаки
Шабаки (курд. Şebek) — племя курдов и этноконфессиональная группа курдов, представители которой проживают к востоку от города Мосул (Ирак).
Родной язык большинства шабаков — шабаки, являющийся разновидностью горани и принадлежит к курдской северо-западной иранской группе заза-горани в составе индоевропейской языковой семьи.
Религия шабаков — шабакизм, которая имеет много параллелей с езидизмом и алевизмом, которые вместе условно группируются в язданизм.
Численность: 200.000 — 500.000 тыс. чел.